# Chrysocale betzi
Chrysocale betzi là một loài bướm đêm thuộc phân họ Arctiinae, họ Erebidae.